# Aa argyrolepis
Aa argyrolepis é uma espécie de orquídea do gênero Aa.